# Ель-Вахат (муніципалітет)
30° пн. ш. 22° сх. д. / 30° пн. ш. 22° сх. д.
Ель-Вахат — муніципалітет в Лівії. Адміністративний центр — місто Адждабія. Населення — 177 047 осіб (на 2006 рік). На сході межує з Єгиптом. Ель-Вахат є частиною історичної області Киренаїка.